# Yannis Livadas

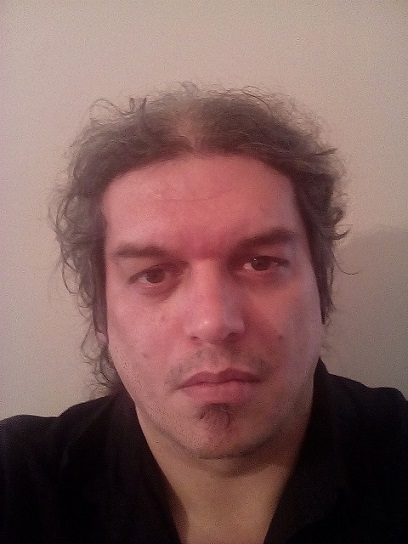
Yannis Livadas (2019)

Yannis Livadas (griechisch Γιάννης Λειβαδάς; * 26. September 1969 in Kalamata) ist ein zeitgenössischer griechischer Dichter.

## Leben
Yannis Livadas ist Dichter, Essayist und Gelehrter der modernen und postmodernen Literatur und des Haiku. Er ist Kolumnist und freiberuflicher Mitarbeiter verschiedener Literaturzeitschriften in Griechenland und anderen Ländern. Seine Gedichte und Essays wurden in zehn Sprachen übersetzt. Er lebt in Paris.

## Rezeption
Für die Neogräzistin Karen Van Dyck ist Livadas’ Poesie in der Unbestimmtheit von Bedeutung sowie syntaktischer und struktureller Innovation „von größter Bedeutung“.

## Schriften
Poesie
- Versional. Jazz poems 1990-2009 (Panoptikon, Greece 2023)
- Routines (Indiktos, Greece 2022)
- Extremities [Poems 1990-2008] (Ekati, Greece 2022)

- Il grasso della mosca / Poesie 1995-2010 (Campanotto Editore, Italia 2021)
- Collected Haiku (Red Moon Press, USA 2020)
- Kemiklerimden Yapılma Mezar Çorbası [Seçilmiş kısa şiirler 1996-2012] (Sub Press, Türkiye 2020)
- La Chope Daguerre / Autoreportage (Edizioni Kolibris, Italia 2020)
- My Bones In The Soup Of My Grave: Selected Shorter Poems 1996–2012. Ragged Lion Press, London 2019

- A Sum of Haiku: 1991–1997. Ragged Lion Press, London 2019
- Autoreportages. Moloko Print, 2018
- Haiku 1991–2008. Ekati, 2018
- Inferred Emptiness. Koukoutsi, 2017
- Magnat De La Mort. Éditions L’ Harmattan, Paris 2017
- Yannis Livadas interviewed by Ben Schot and Five Poems, Moloko Plus, Sea Urchin Editions, Schöneberg/Rotterdam 2017
- Modart. Alloglotta Editions, Athen 2015
- Strictly Two. Sea Urchin Editions, Rotterdam 2015
- The fat of the fly. Kedros, Athen 2015
- Au comptoir de La Manne au 90 rue Claude-Bernard. Édition privée, Paris 2014
- In Case of Poetry. Ragged Lion Press, London 2014
- Sound Bones. Iolkos, Athen 2014
- At the stand of La Manne, 90 rue Claude Bernard Selbstverlag, Paris 2013
- La Chope Daguerre + Husk Poems. Kedros, Athen 2013
- Bezumljie. Peti Talas, 2012
- Ravaged By The Hand Of Beauty. Cold Turkey Press, 2012
- Kelifus. Cold Turkey Press, 2011
- Ati – Scattered Poems 2001–2009. Kedros, Athen 2011
- The Margins Of A Central Man. Graffiti Kolkata, 2010
- 40a. Selbstverlag, Athen 2009
- John Coltrane & 15 Poems for Jazz. C.C. Marimbo, San Francisco 2008
- Apteral Nike/Business/Sphinx. Heridanos, Athen 2008
- John Coltrane and 12 Poems for Jazz. Apopeira, Athen 2007
- The Hanging Verses Of Babylon. Melani, Athen 2007
- Annex of Temperate Emotion. Indiktos, Athen 2003
- Receipt of Retail Poetry. Akron, Athen 2002
- Expressionistic Feedback. Akron, Athen 2000

Anthologien
- Vier Gedichte in The Star Electric Space/An International Anthology Of Indie Writers. Graffiti Kolkata, 2010
- Sechs Gedichte in der Anthologie: Karen van Dyck: Austerity Measures/The New Greek Poetry. Penguin Books, London 2016
- Sechs Gedichte in der Anthologie: Karen van Dyck: Austerity Measures/The New Greek Poetry. New York Review Books, New York 2017

Monographien
- Jack Kerouac. A monography. Apopeira Editions 2016
- Blaise Cendrars/A biographical sketch. Koukoutsi, Athen 2016

Prosa
- The Laocoon Complex. Neue, überarbeitete Auflage (Panoptikon Publications 2019)
- The Laocoon Complex (Logeion Books 2012)

Essays
- Three Sketches Of Criticism and The Routines Of Poetry (Moloko Print, Deutschland 2021) The Laocoon Complex Neue, überarbeitete Auflage. (Panoptikon Publications 2019) The Laocoon Complex (Logeion Books 2012)
- Anaptygma /Essays and notes on poetry. Koukoutsi, Athen 2015